# Hrnjanec
Hrnjanec is een plaats in de gemeente Sveti Ivan Zelina in de Kroatische provincie Zagreb. De plaats telt 469 inwoners (2001).